# 亨德森角
亨德森角（英語：Cape Henderson），是南極洲的海岬，位於瑪麗皇后地，處於邦傑山脈西北端，在1947年2月根據美國海軍拍攝的空中照片繪入地圖，現時由南極條約體系管理。